# Veja
Veja (Sieh! in Portugiesisch) ist ein brasilianisches wöchentlich erscheinendes Nachrichtenmagazin. Es hat eine Auflage von über 1,2 Millionen Exemplaren, davon sind 920.000 bezahlte Abonnements. Veja gehört dem Medienunternehmen Editora Abril in São Paulo. Die Redaktion befindet sich an der Avenida das Nações Unidas im Stadtteil Pinheiros. Das Magazin ist für seinen investigativen Journalismus bekannt. Aktuell hat die Veja eine Auflage von 261.272 Exemplaren, davon sind 144.141 gedruckt und 117.131 digital.
Veja ist das „Flaggschiff“ der Grupo Abril, der Holdinggesellschaft des Verlages in São Paulo. Das Magazin erschien erstmals am 11. September 1968 und wurde von dem Journalisten Victor Civita gegründet. Es ist das wichtigste Nachrichtenmagazin Brasiliens und das drittgrößte in der Welt nach Time und Newsweek.
Veja veröffentlicht Artikel zu Politik, Wirtschaft, Kultur und Unterhaltung. Fester Bestandteil des Blattes sind außerdem Rubriken über Film, Fernsehen, Literatur und Musik.
In den Bundesstaaten Rio de Janeiro und São Paulo enthält das Blatt Beilagen mit dem Titel Veja Rio bzw. Veja São Paulo, worin auf lokale Ereignisse wie Kunst und Kultur eingegangen wird. Berühmt und sehr beliebt sind die Reportagen (zum Beispiel hier Veja Sao Paulo) über die regionale Gastronomie, Freizeit und Kultur, Shows und Nachtleben und vieles mehr.